# Прибета
Прибета (слч. Pribeta, мађ. Perbete) насељено је мјесто са административним статусом сеоске општине (слч. obec) у округу Коморан, у Њитранском крају, Словачка Република.

## Становништво
| Година:    | 1994. | 2004.   | 2014.   | 2024.   |
| ---------- | ----- | ------- | ------- | ------- |
| Број људи: | 3197  | 3060    | 2901    | 2635    |
| Разлика:   |       | -4,28 % | -5,19 % | -9,16 % |

| Година:    | 2023. | 2024.   |
| ---------- | ----- | ------- |
| Број људи: | 2665  | 2635    |
| Разлика:   |       | -1,12 % |

Према подацима о броју становника из 2011. године насеље је имало 2.964 становника.